# San Antonio Silver Stars 2003
La stagione 2003 delle San Antonio Silver Stars fu la 7ª nella WNBA per la franchigia.
Le San Antonio Silver Stars arrivarono seste nella Western Conference con un record di 12-22, non qualificandosi per i play-off.

## Roster
| N° | Naz.                   | Ruolo | Sportivo           | Anno | Alt. | Peso |
| -- | ---------------------- | ----- | ------------------ | ---- | ---- | ---- |
| 00 | Stati Uniti (bandiera) | AC    | Sylvia Crawley     | 1972 | 196  | 85   |
| 3  | Stati Uniti (bandiera) | G     | Marie Ferdinand    | 1978 | 175  | 69   |
| 5  | Stati Uniti (bandiera) | C     | Tausha Mills       | 1976 | 191  | 105  |
| 8  | Stati Uniti (bandiera) | G     | Jennifer Azzi      | 1968 | 173  | 65   |
| 9  | Stati Uniti (bandiera) | G     | Tai Dillard        | 1981 | 175  | 70   |
| 12 | Polonia (bandiera)     | C     | Margo Dydek        | 1974 | 218  | 101  |
| 13 | Stati Uniti (bandiera) | A     | Gwen Jackson       | 1980 | 188  | 83   |
| 15 | Stati Uniti (bandiera) | A     | Adrienne Goodson   | 1966 | 183  | 74   |
| 21 | Stati Uniti (bandiera) | G     | Semeka Randall     | 1979 | 173  | 77   |
| 23 | Stati Uniti (bandiera) | A     | LaTonya Johnson    | 1975 | 183  | 69   |
| 33 | Stati Uniti (bandiera) | GA    | LaQuanda Barksdale | 1979 | 180  | 70   |

## Staff tecnico
- Allenatori: Candi Harvey (6-16), Shell Dailey (6-6)
- Vice-allenatori: Tammi Reiss, Shell Dailey (fino al 26 luglio)